# Remedia amoris
Remedia amoris (traducibile come Rimedi d'Amore) è il titolo di un poemetto didascalico, costituito da 814 distici elegiaci, scritto dal poeta latino Publio Ovidio Nasone.

## Contenuto
In questo poema, considerabile il capovolgimento totale della precettistica tipica dell'Ars amatoria, Ovidio offre consigli e strategie, con una patina stoica, per evitare eccessivi coinvolgimenti da parte dei sentimenti amorosi.
Ecco alcune strategie suggerite dal poeta di Sulmona. Per lasciare la compagna:
- Cercare di uscire dall'amore prima che il sentimento diventi troppo importante.
- Cercare di avere quante più occupazioni possibile, ad esempio nel lavoro.
- Viaggiare e cercare di evitare i luoghi che possano avere a che fare col tuo sentimento.
- Occuparsi di molti affari, o almeno di un altro affare per dimenticare il precedente.
- Cercare di avere rapporti sessuali nel modo più sgradevole possibile.
- Concentrarsi sui difetti fisici del compagno.
- Cercare di concentrarsi sulle disavventure che capitano a causa del rapporto.
- Evitare luoghi in cui è possibile vedere delle coppie.

Dopo aver lasciato la compagna:
- Evitare ogni contatto con lei, la sua famiglia e i suoi congiunti.
- Quando provi a spiegare perché l'hai lasciata, evita di scendere nei dettagli.
- Cerca di non parlare per quanto possibile delle tue relazioni non appena finiscono.
- Se sai di dover rivedere la tua ex, evita di farti bello per l'occasione.
- Dimentica ogni possibilità futura di riallacciare una relazione con lei.
- Brucia lettere/ritratti della tua compagna.
- Evita rappresentazioni teatrali o poesie che idealizzano il sentimento d'amore.
- Convinciti di non aver rivali, per evitare di incorrere nella gelosia.[1]
- Evita di sostare di fronte alla porta della casa della tua ex, dipingendola come un luogo in grado di portare esclusivamente sfortuna.
- Evita certi tipi di cibo.
- Cerca di bere alcolici con moderazione; non abusarne!

L'obiettivo dell'opera è di insegnare (soprattutto) ai giovani come evitare di idealizzare la donna che amano e come aiutarli nel caso in cui l'amore gli causi sofferenze e sventure. Ovidio afferma che i suicidi, cui i giovani sono soliti andare incontro quando sono in preda alle sventure causate dal "mal d'amore", possono essere tranquillamente evitati seguendo queste regole.
L’opera del poeta conclude di fatto l’esperienza dell’elegia romana di argomento erotico. Infatti, per il canone dei poeti elegiaci del tempo, l’amore era motivo totalizzante della vita, unica ragione di esistenza. Ovidio invece scardina dall’interno tutti i topoi del genere. Egli soprattutto elimina il concetto di foedus d’amore, imprescindibile per l’elegia erotica latina, cioè di un patto quasi sacro che lega i due amanti, indicando varie modalità con le quali ci si possa liberare di un amore infelice.